# Security Descriptor Definition Language

Le Security Descriptor Definition Language (SDDL)) est un langage de description propre au monde Windows, destiné à permettre l'échange de descripteurs de sécurité entre plusieurs machines sans imposer impérativement un contexte identique entre les machines.